# 146

## Narození
- 11. dubna – Septimius Severus, římský císař († 4. února 211)
- okolo; Aemilius Papinianus, římský právník († 212, popraven)

## Hlavy států
- Papež – Pius I. (140/142–154/155)
- Římská říše – Antoninus Pius (138–161)
- Parthská říše – Vologaisés III. (111/112–147/148)
- Kušánská říše – Kaniška (127–151)
- Čína, dynastie Chan (206 př. n. l. – 220 n. l.)